# چرخه کندآهنگ
در کرونوبیولوژی، چرخه کندآهنگ یا چرخه کم‌نوسان (به انگلیسی: Infradian rhythm)، به چرخه‌هایی گفته می‌شود که دوره آن طولانی‌تر از دوره چرخه شبانه‌روزی، یعنی با فراوانی کمتر از یک چرخه در ۲۴ ساعت باشد. برخی از نمونه‌های چرخه‌های کندآهنگ در پستانداران عبارتند از قاعدگی، تولیدمثل، مهاجرت، خواب زمستانی، پوست‌اندازی و رشد خز یا مو، و چرخه‌های کشندی یا فصلی. در مقابل، چرخه‌های تندآهنگ دوره‌هایی کوتاه‌تر از دوره‌های چرخه شبانه‌روزی دارند. چندین چرخه کندآهنگ به دلیل تحریک هورمونی یا عوامل برون‌زا به وجود می‌آیند. به عنوان نمونه، افسردگی فصلی، نمونه‌ای از چرخه کندآهنگ که یک بار در سال رخ می‌دهد، می‌تواند سبب کاهش منظم سطح نور در طول زمستان باشد.